# 大谷順
大谷 順（おおたに じゅん、1957年7月 - ）は、日本の土木工学者。熊本大学理事・副学長。元地盤工学会会長。

## 人物・経歴
1981年宮崎大学工学部土木工学科卒業。1983年名古屋大学大学院工学研究科地盤工学専攻博士課程前期課程修了、工学修士。1987年ヒューストン大学大学院工学研究科修了、Ph.D.。同年カリフォルニア大学サンディエゴ校スクリップス海洋研究所海洋資源研究所研究員。同年九州大学工学部助手。1993年熊本大学工学部助教授。2008年熊本大学留学生センター長。2012年熊本大学大学院自然科学研究科副研究科長。2015年熊本大学大学院自然科学研究科研究科長。2017年熊本大学国際先端科学技術研究機構副機構長。2018年地盤工学会会長。2019年熊本大学副学長、熊本大学グローバル推進機構長、防衛省沖縄防衛局普天間飛行場代替施設建設事業に係る技術検討会副委員長。2020年国立六大学国際連携機構国立六大学スラバヤ事務所長。2021年国立大学法人熊本大学理事・副学長（研究・グローバル戦略担当）。熊本市公共事業評価監視委員会委員、熊本市国際交流振興事業団理事等も務めた。専門は地盤工学。

## 受賞
- 2007年 地盤工学会研究業績賞[1]
- 2008年 地盤工学会地盤環境賞[1]
- 2009年 地盤工学会年間優秀賞[1]
- 2012年 ジオシンセテイック優秀論文賞[1]